# Chêne de Mamré
Le Chêne de Mamré (parfois appelé « Chêne de Mamoré », « Chêne de Moré », « Chêne d'Abraham » ou « Chêne de Sibta ») est un chêne kermès d'une circonférence de 6,7 m (22 ft,). Il se trouve à Hirbet es-Sibte, à deux kilomètres au sud-ouest de Mambré près d'Hébron en Cisjordanie.
Selon la Bible, où est mentionné une première fois au début du chapitre 12 de la Genèse (Gn 12,6), il se situe à l'endroit où le patriarche Abraham a planté sa tente et s'est entretenu, pendant la chaleur du jour, évènement relaté dans Genèse 18, à l'issue duquel « L'Éternel dit : Cacherai-je à Abraham ce que je vais faire ? Abraham deviendra certainement une nation grande et puissante et en lui seront bénies toutes les nations de la terre. »
C'est aussi au pied de ce chêne que Jacob a enfoui les idoles de la famille de Laban.

## Sources bibliques
Genèse 13:18 : « Abraham démonta sa tente et vint habiter dans la plaine de Mamré, qui est à Hébron, et il y construisit un autel pour le Seigneur. »
Le terme hébreu Eloney Mamreh présent dans Genèse 13,18 est souvent traduit par « plaine de Mambré », une région de Canaan. Mais d'autres spécialistes pensent qu'il fait référence aux arbres térébinthe ou à un chêne appelé « Chêne de Mambré » ou « Chêne d'Abraham ».

## Historique
La tradition lui donne un âge de cinq mille ans, ce qui est peu probable car les arbres de plus de deux mille ans sont rarissimes.
Le site du chêne a été acquis en 1868 par l'archimandrite Antonin pour l'Église de Russie et le monastère de la Trinité-du-Chêne-d'Abraham a été construit à proximité, à Hébron. Ce site était une attraction majeure pour les pèlerins russes avant la révolution de 1917, et c'était le seul sanctuaire chrétien dans la région d'Hébron. Après la révolution russe, la propriété est passée sous la juridiction de l'Église orthodoxe russe hors frontières qui a depuis retrouvé l'unité canonique avec l'Église orthodoxe russe. Depuis la chute de l'URSS, de nombreux pèlerins russes retournent ici en pèlerinage.
Selon la tradition, le chêne d'Abraham doit mourir avant la venue de l'Antéchrist. Or le chêne est mort en 1996, mais il a donné des rejets,, et il est toujours « debout », soutenu par une structure en béton et acier.

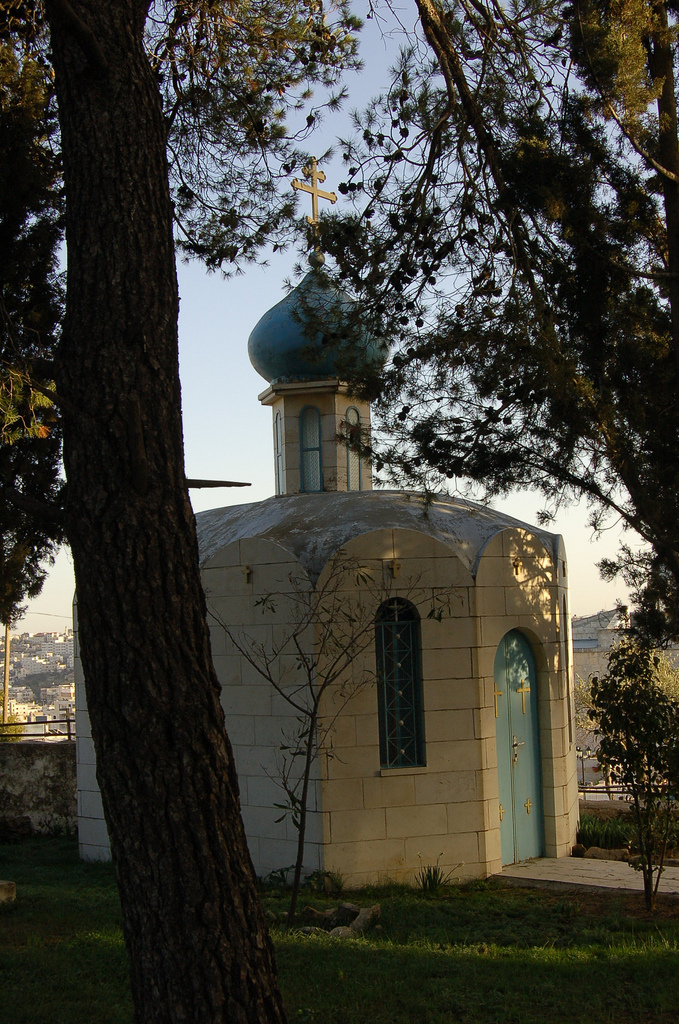
Le monastère de la Sainte-Trinité où il se situe.
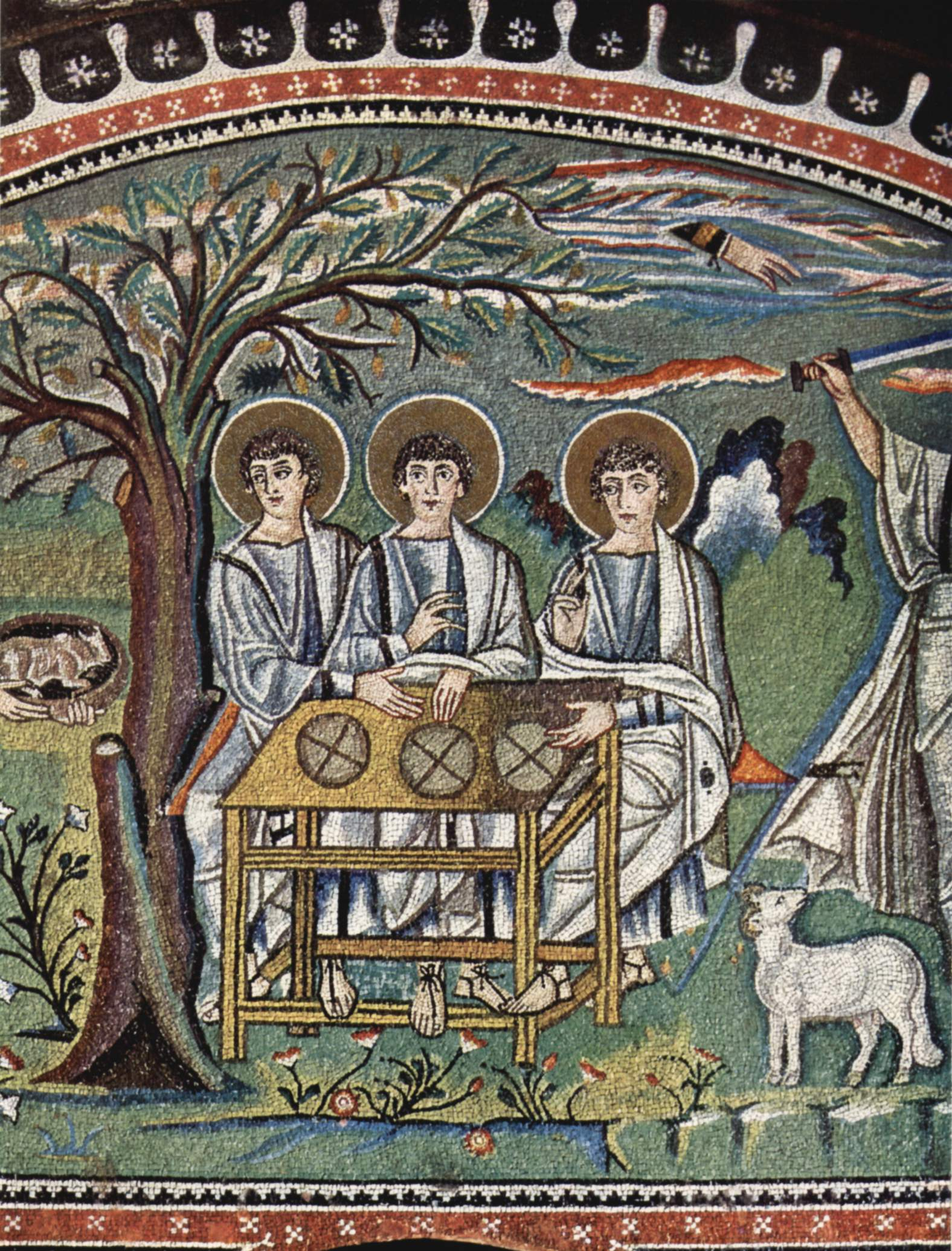
Mosaïque de l'épisode de Mamré à la basilique Saint-Vital (Ravenne) (fin du Ve siècle, début du VIe siècle).
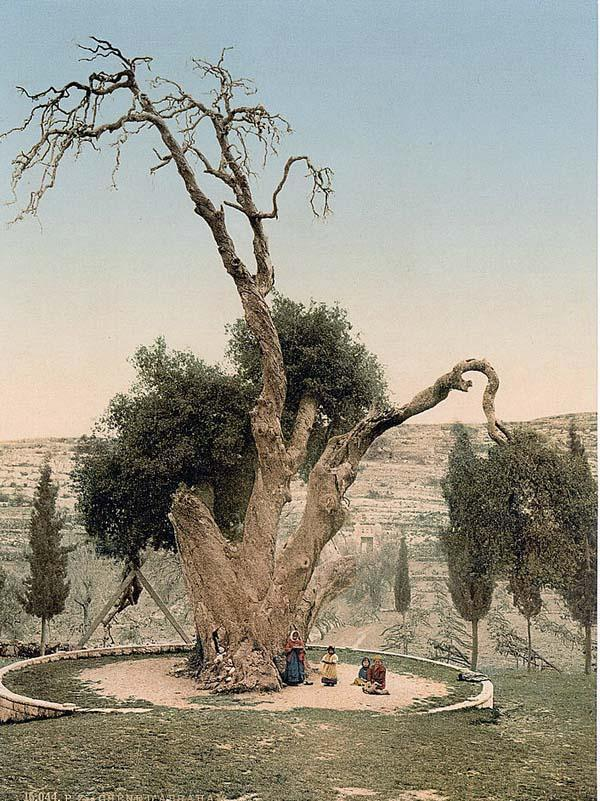
Photographie du chêne de Mambré vers 1900.